# بيدرو ساندوفال
بيدرو ساندوفال (بالإسبانية: Pedro Sandoval)‏ هو رسام إسباني وفنزويلي، ولد في 12 يوليو 1966 في سيوداد بوليفار في فنزويلا.

## وصلات خارجية
- الموقع الرسمي